# Andoain
Andoain è un comune spagnolo di 13 814 abitanti situato nella comunità autonoma dei Paesi Baschi. Nel suo territorio è presente la sede principale di Berria, l'unico quotidiano pubblicato integralmente in basco.